# Свенн Кроне
Свенн Кроне (дан. Svenn Crone, нар. 20 травня 1995, Редовре, Данія) — данський футболіст, фланговий захисник норвезького клубу «Бранн».

## Ігрова кар'єра

### Брондбю
Свенн Кроне є вихованцем клубної академії «Брондбю». У вересні 2013 року він підписав з клубом контракт на три роки, який давав йому місце в першій команді з літа 2014 року. Взимку 2014 року Кроне був залучений до передсезонних зборів основного складу команди. Першу офіційну гру в основі захисник провів 29 жовтня 2014 року в Кубку Данії, а в листопаді підписав з клубом новий контракт до 2017 року. Але вже в січні 2015 року Кроне був відправлений в оренду до клубу Другого дивізіону «Бреншей».
Вже влітку 2015 року Кроне повернувся до «Брондбю». Першу гру в чемпіонаті Данії футболіст провів 13 березня 2016 року, коли вийшов на заміну в матчі проти «Раннерс».

### Сількеборг
В червні 2018 року Кроне перейшов до «Сількеборга», підписавши з клубом трирічний контракт. Вже у 2020 році він був призначений капітаном команди. 

### Люнгбю
У лютому 2021 року Кроне став гравцем клубу «Люнгбю», підписавши з клубом угоду до літа 2023 року. 7 лютого захисник провів першу гру в новій команді. За результатами сезону 2020/21 разом з командою Кроне вилетів до Першого дивізіону.

### Бранн
Перед початком сезону 2022 року Свенн Кроне перейшов до норвезького «Бранн», який виступав у Другому дивізіоні чемпіонату Норвегії. На позиції правого захисника Кроне провів весь сезон, забив два голи і допоміг клубу повернутися до Елітсерії. 10 квітня 2023 року Кроне провів першу гру у вищому норвезькому дивізіоні. Також у складі Бранна захисник у кваліфікаційних матчах Ліги конференцій сезону 2023/24.

## Збірна
З 2010 по 2014 роки Свенн Кроне виступав за юнацькі збірні Данії всіх вікових категорій.

## Титули
Брондбю
 Переможець Кубка Данії: 2017/18